# Don Bosco (film, 1988)
Pour les articles homonymes, voir Don Bosco (homonymie).
Pour plus de détails, voir Fiche technique et Distribution.
Don Bosco est un film biographique italien sorti en 1988, réalisé par Leandro Castellani.

## Synopsis
Don Bosco, au soir de sa vie, se remémore son parcours... Il marchait sur une corde, les yeux levés vers le Seigneur pour divertir ses amis. Il se souvient des péripéties de la réalisation de son rêve : se donner totalement pour servir les jeunes. Il recueillait les enfants qui trainaient dans les rues, les vagabonds, les petits voleurs. Il conquiert leur estime et les attire en nombre. Il trouve un endroit dans la campagne pour servir de lieu d'accueil, un oratoire à la façon de Saint Philippe Néri. Il commence à fonder, avec don Borel, ce qui deviendra la communauté des Salésiens, autour de cet oratoire où viennent les jeunes de Turin. Malgré ses bonnes intentions, il doit faire face à l'opposition des hommes politiques de son époque, et de certains révolutionnaires qui tentent plusieurs fois de l'assassiner, mais il leur échappe à chaque fois. Il se rend auprès des papes Pie IX puis Léon XIII pour obtenir un soutien pour sa communauté. Dans la scène finale, don Bosco remercie la Madonne, à laquelle il attribue le succès de son œuvre, et il meurt.

## Fiche technique
- Titre : Don Bosco
- Genre : film biographique
- Réalisation : Leandro Castellani (it)
- Scénario : Silvano Buzzo et Ennio De Concini
- Musique : Stelvio Cipriani
- Production : Rai Uno, LDC (it), Tiber Cinematografica
- Photographie : Renato Tafuri
- Montage : Leandro Castellani
- Pays :  Italie
- Durée : 96 min
- Année de sortie : 1988

## Distribution
- Ben Gazzara : don Jean Bosco
- Karl Zinny (it) : Giuseppe
- Patsy Kensit : Lina
- Piera Degli Esposti : mère de Lina
- Leopoldo Trieste : don Borel
- Raymond Pellegrin : pape Pie IX
- Philippe Leroy (acteur) : pape Léon XIII
- Laurent Terzieff : Lorenzo Gastaldi (it)
- Edmund Purdom : Urbano Rattazzi
- Rik Battaglia : Michele Cavour
- Michele Sanzò : Pancrazio Soave
- Pierluigi Misasi : Giovanni Cagliero / don Provera